# Róbert Veselovský
Róbert Veselovský (* 2. září 1985, Nitra) je slovenský fotbalový brankář.

## Klubová kariéra
Je odchovancem FC Nitra. V osmnácti letech odešel do 1. FC Slovácko, jednu sezónu hostoval ve Slovanu Bratislava a v roce 2006 přestoupil do švédského klubu Östers IF hrajícího třetí ligu. Poté hostoval v dánském Viborg FF a norském FK Haugesund. Do Viborgu v roce 2009 přestoupil. Od ledna 2012 do léta 2013 hrál v AC Horsens.
V září 2013 přestoupil do rumunského celku Universitatea Kluž, kde podepsal roční smlouvu. Angažmá předcházela zkouška, Veselovský odchytal dvě přípravná utkání, s jeho výkonem panovala spokojenost. Po sezoně 2013/14, v nichž během 24 utkání vychytal osmkrát čisté konto a Kluž se zachránila v Lize I, podepsal novou dvouletou smlouvu. Ve hře byla ještě nabídka z mistrovské Steauy Bukurešť, ale ta chtěla Veselovského pro pozici brankářské dvojky. Hráč upřednostnil setrvání v Kluži i z důvodu větší vytíženosti mezi tyčemi.
V červenci 2015 přestoupil do klubu FK Mladá Boleslav a podepsal zde smlouvu na 2 roky.